# Kossebade
Kossebade ist ein Ortsteil von Obere Warnow im Landkreis Ludwigslust-Parchim in Mecklenburg-Vorpommern. Kossebade ist einer der ältesten Orte des Landkreises.

## Geografie
Kossebade liegt nordwestlich von Grebbin. Nördlich von Kossebade liegt Zölkow, im Osten Woeten und Herzberg, im Westen Friedrichsruhe.
Der Ort liegt in einem Gebiet mooriger Wiesen. Nördlich des Ortes verläuft die Warnow.

## Geschichte

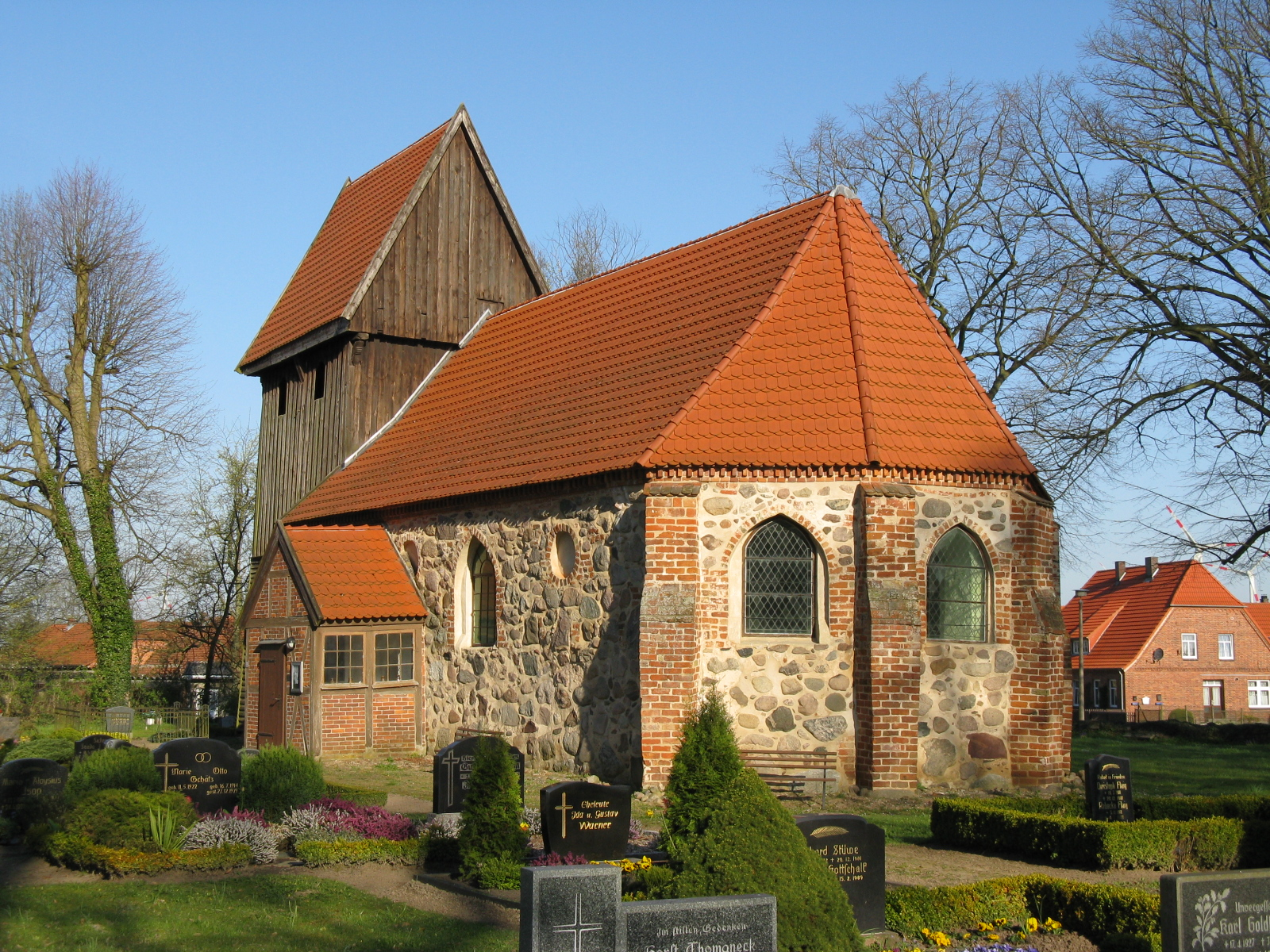
Gotische Dorfkirche Kossebade aus dem 14. oder 15. Jahrhundert

Kossebade entstand als Rundlingsdorf. Am 16. September 1250 wurde Kossebade in einer Verfügung des Schweriner Bischofs Rudolf erstmals schriftlich erwähnt. 1324 wurde der Ort an den Ritter Johann von Plessen verpfändet. 1872 wurde die Ortslage vergrößert. 1873 wurde ein Teil des Tannenbergs von der Gemeinde Zölkow hinzugekauft und die Gemeinde weiter vergrößert. 1945 erhöhte sich die Einwohnerzahl infolge von Umsiedlungen und Flüchtlingen nach Ende des Zweiten Weltkriegs deutlich. 
Am 1. Januar 1951 kam Kossebade zur Gemeinde Grebbin.
Zum 1. Januar 2012 wurde Kossebade ein Teil der Gemeinde Obere Warnow.

## Kultur und Sehenswürdigkeiten
- Liste der Baudenkmale in Obere Warnow#Kossebade
- gotische Dorfkirche aus behauenen Feldsteinen aus dem 14. oder 15. Jahrhundert
- Fachhallenhaus, eines der ältesten Häuser in Mecklenburg. Der Fachwerkbau stammt aus der Zeit um den Dreißigjährigen Krieg.[3]

## Wirtschaft
Kossebade ist seit jeher landwirtschaftlich geprägt.